# وداد الغازية (فلم)
فيلم مصري تم عرضه 12 سبتمبر 1983 ومدة الفيلم 144 دقيقة وهو من تاليف جليل البنداري واخراج أحمد يحيى 
قصة مأخوذة عن مسرحية للكاتب جليل البنداري، والتي استوحاها البنداري من التراث الشعبي حول علاقة بين الراقصة وداد الغازية، وبين الأمير يوسف كمال.

## قصة الفيلم
هو فيلم موسيقي استعراضي تدور احداثه حول "وداد" التي تقوم بدورها الفنانه نادية الجندي وهي تعمل راقصة في مقهى خالتها بنجع حمادي. يصل الأمير "يوسف" ويقوم بدوره الفنان عادل أدهم وهو معروف بفساده وظلمه، إلى قصره الموجود بنجع حمادي. يرى "وداد" ويطلب منها الرقص له في حفلة خاصة، ويحاول إغتصابها لكنها تنجح في الهرب منه، وتحاول الإنتقام بمساعدة الضابط "حسن" الذي قام بدوره الفنان محمود ياسين ، وتتولد بين الضابط "حسن" و"وداد"، علاقة حب ولكن يقف لهما الأمير بالمرصاد.

## طاقم العمل

### أبطال الفيلم
| اسم الممثل      | دوره                          |
| --------------- | ----------------------------- |
| نادية الجندي    | (وداد)                        |
| محمود ياسين     | (الضابط حسن)                  |
| عادل أدهم       | (الأمير يوسف (أفندينا))       |
| سيد زيان        | (الشاويش مطاوع)               |
| عبدالله فرغلي   | (المأمور حموى)                |
| توفيق الدقن     | (عبد البديع - شماشرجى الأمير) |
| نعيمة الصغير    | (ناعِسه)                       |
| أحمد غانم       | {طباخ الأمير]                 |
| مديحة عبدالوهاب | (مدام إيفيت)                  |
| رشاد عثمان      | (إسماعيل أبو السِّباع)          |
| عادل بدر الدين  |                               |
| يوسف العسال     | (السفير الإنجليزي)            |
| سيف الله مختار  | (فلاح)                        |
| أحمد أبو عبية   | (شيخ البلد)                   |
| حللي محمد       | (عسكري - سائق سيارة المركز)   |
| صلاح يحيى       | (سفرجي الأمير)ض               |
| السيد طليب      | (العمدة)                      |
| إبراهيم السيد   |                               |
| مطاوع عويس      | (فلاح)                        |
| حمدي الشريف     |                               |
| مهجة عبدالرحمن  |                               |

### التأليف
| التأليف          | دوره            |
| ---------------- | --------------- |
| جليل البنداري    | (مؤلف)          |
| مصطفى محرم       | (سيناريو)       |
| بهجت قمر         | (حوار)          |
| عبد الرحيم منصور | (كلمات الأغاني) |
| محمد سليمان      | (كلمات الأغاني) |
| محمد حمزة        | (كلمات الأغاني) |

### صوت
| صوت             | دوره                  |
| --------------- | --------------------- |
| جميل عزيز       | (مهندس الصوت)         |
| تركي عبد الرحمن | (مسجل الحوار)         |
| جليلة الحريري   | (م. صوت)              |
| إبراهيم طاهر    | (م. صوت)              |
| محمد سليمان     | (م. صوت)              |
| عمرو فودة       | (مهندس ستوديو النهار) |

### إخراج
| إخراج            | دوره             |
| ---------------- | ---------------- |
| أحمد يحيى        | (مخرج)           |
| كمال الحمصاني    | (مخرج مساعد)     |
| صبحى فؤاد        | (مساعد مخرج ثان) |
| محمود عبد الشافي | (كلاكيت)         |

### إنتاج
| إنتاج           | دوره            |
| --------------- | --------------- |
| حسين الصباح     | (منتج)          |
| فؤاد الألفي     | (منتج فني)      |
| رؤوف عبد الهادي | (إدارة الإنتاج) |
| فتحي الحداد     | (إدارة الإنتاج) |

### معمل
| معمل                                                   | دوره               |
| ------------------------------------------------------ | ------------------ |
| مصر للإستوديوهات والإنتاج السينمائي (مصر للاستوديوهات) | (الطبع والتحميض)   |
| سعد عبد الرحمن                                         | (مدير عام المعامل) |
| ماجد موسى                                              | (مصحح الألوان)     |

### مكياج
| مكياج         | دوره           |
| ------------- | -------------- |
| محمد عشوب     | (ماكيير)       |
| كمال عبد الحق | (مساعد ماكيير) |
| سعد علي       | (كوافير)       |

### مونتاج
| مونتاج        | دوره          |
| ------------- | ------------- |
| عنايات السايس | (مونتير)      |
| وداد راغب     | (نيجاتيف)     |
| فتحي إبراهيم  | (مركب الفيلم) |

### ديكور
| ديكور          | دوره            |
| -------------- | --------------- |
| ماهر عبد النور | (مهندس الديكور) |
| حسين الشريف    | (منسق المناظر)  |

### موسيقى
| موسيقى       | دوره             |
| ------------ | ---------------- |
| جمال سلامة   | (موسيقى تصويرية) |
| نادية الجندي | (غناء)           |

### فوتوغرافيا
| فوتوغرافيا   | دوره             |
| ------------ | ---------------- |
| محمد بكر     | (مصور فوتوغرافي) |
| صابر إبراهيم | (مصور فوتوغرافي) |

### توزيع
| توزيع                                                      | دوره         |
| ---------------------------------------------------------- | ------------ |
| الشركة اللبنانية للتجارة والاستثمار السينمائي (صبّاح إخوان) | (موزع خارجي) |
| المصرية اللبنانية للتجارة والسينما                         | (موزع داخلي) |

### تصوير
| تصوير        | دوره           |
| ------------ | -------------- |
| دولت إبراهيم | (مدير التصوير) |
| سمير بهزان   | (مساعد مصور )  |

### ادرار متعددة
| أدوار متعددة  | دوره            |
| ------------- | --------------- |
| عنايات السايس | (مصممة الرقصات) |
| الشحري        | (مقدمة)         |
| علي أيوب      | (ريجيسير)       |

## وصلات خارجية
- مقالات تستعمل روابط فنية بلا صلة مع ويكي بيانات